# 昂桑
昂桑（法語：Anceins，法語發音：[ɑ̃sɛ̃] ⓘ）是法国奥恩省的一个旧市镇，位于该省东北部，属于阿让唐区。2016年1月1日，昂桑和相邻的另外9个市镇合并为新市镇乌什堡。

## 地理
昂桑（48°51'50"N, 0°30'5"E）面积12.33 平方千米，位于法国诺曼底大区奧恩省，该省份为法国西北部内陆省份，北起顺时针与卡爾瓦多斯省、厄尔省、厄尔-卢瓦省、萨尔特省、马耶讷省和芒什省接壤。
与昂桑接壤的市镇（或旧市镇、城区）包括：戈维尔、阿梅勒圣母村、圣洛朗迪唐斯芒、博康塞、库万、拉贡夫里耶尔、乌什地区维莱、弗雷内勒堡。

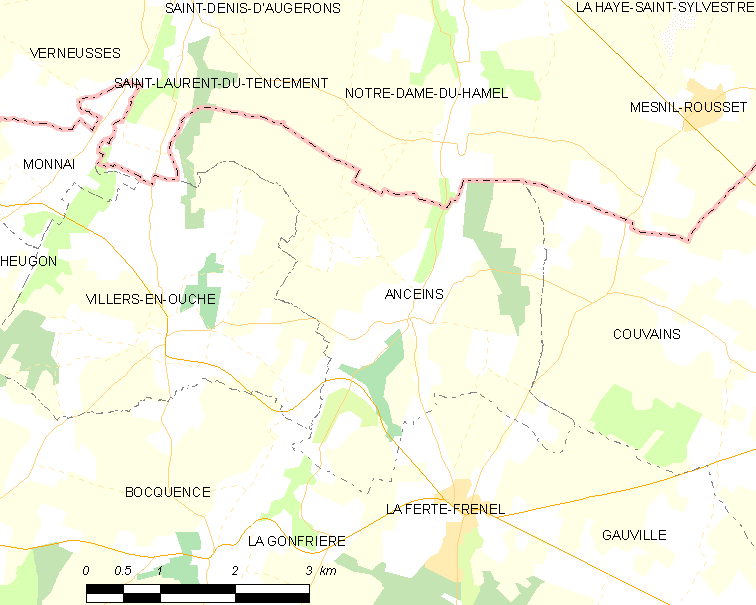
昂桑的OSM定位图

昂桑的时区为UTC+01:00、UTC+02:00（夏令时）。

## 行政
昂桑的邮政编码为61550，INSEE市镇编码为61003。

## 政治
昂桑所属的省级选区为赖村县。

## 人口

1962-2008年间昂桑人口变化图示

昂桑于2018年1月1日时的人口数量为207人。